# Sportska dvorana Boris Trajkovski
Sportska dvorana "Boris Trajkovski" (Спортска сала Борис Трајковски), multifunkcionalna dvorana za dvoranske športove u Skoplju. Nalazi se u općini Karpoš. Imenovana je po bivšem, poginulom predsjedniku Makedonije, Borisu Trajkovskom. Može primiti najviše 8.000 gledatelja.
Dvorana je sjedište sljedećih ekipa i u muškoj i u ženskoj konkurenciji: Makedonske košarkaške reprezentacije, Makedonske rukometne reprezentacije, te Makedonske odbojkaške reprezentacije. Građevina posjeduje restorane i športski bar.
U njoj se se održavale utakmice skupina A i D u prvom krugu, te II. skupine u drugom krugu EP u rukometu u ženskoj konkurenciji, 2008.

## Vanjske poveznice
- Sportska dvorana "Boris Trajkovski", stranice EHF-a